# 前田利嗣
前田 利嗣（まえだ としつぐ、安政5年4月19日（1858年5月31日） - 1900年（明治33年）6月14日）は、日本の政治家（貴族院議員）、華族。位階・勲等・爵位は従二位勲二等侯爵。加賀前田家第15代当主。字は推永。号は育峰。

## 生涯
当時加賀藩世子だった前田慶寧（第13代藩主）の長男として生まれる。幼名は多慶丸。明治2年（1869年）に父・慶寧に代わって上洛し、参内して従四位下左近衛権少将近衛兼筑前守に叙せられた。明治4年（1871年）、岩倉使節団の一員としてイギリスに留学した。1884年（明治17年）、授産のために石川県士族を札幌県岩内郡に入植させた（後の前田村）。1890年（明治23年）の貴族院設立に伴って同院の侯爵議員となり、主猟官、麝香間祗候を歴任した。1891年（明治24年）10月に尾山神社で行われた金沢城修築三百年祭の祭典に出席している。1895年（明治28年）、石狩平野の西部に農場を作り、これが札幌市前田の起こりとなった。1900年（明治33年）に42歳で死去。家督は婿養子の前田利為が継いだ。
明治12年（1879年）には、石川・富山両県の子弟の学費を援助する育英事業団体「加越能育英社」の設立にあたり、2000円（現在の3300万円余）を寄付した。

## 栄典
- 1884年（明治17年）7月7日 - 侯爵[3]
- 1887年（明治20年）
  - 12月24日 - 従三位[4]
  - 12月27日 - 金製黄綬褒章[5]
- 1889年（明治22年）11月25日 - 大日本帝国憲法発布記念章[6]
- 1897年（明治30年）7月2日 - 正三位[7]
- 1900年（明治33年）6月14日 - 従二位勲二等瑞宝章[8]

## 親族
- 父：前田慶寧（加賀藩第13代藩主）
- 母：扶伝（梃秀院）
- 先妻：前田宣 - 松浦詮の長女
- 後妻：前田朗子（さえこ） - 鍋島直大の長女
  - 長女：前田渼子（なみこ） - 前田利為夫人
  - 婿養子：前田利為 - 前田利昭の五男